# Prinzregententheater
Prinzregententheater je samostatná divadelní budova na Prinzregentenplatz ve čtvrti Bogenhausen na východě Mnichova. Byla pojmenována po princ-regentovi Luitpoldu Bavorském, postavena v letech 1900 až 1901 podle návrhu architekta Maxe Littmanna. Při svém projektování se inspiroval především festivalovým divadlem Richarda Wagnera v Bayreuthu a převzal z něj například divadelní prostor hlediště. Divadlo, které bylo po opravách znovu otevřeno v úspornějším řešení po rekonstrukci až v roce 1988, má od poslední rekonstrukce z roku 1996 opět své velké jeviště.

## Historie

### Vývoj myšlenky
Myšlenka postavit v Mnichově festivalové divadlo pro opery Richarda Wagnera se poprvé objevila v roce 1863 za krále Ludvíka II Bavorského. Na přání Richarda Wagnera bylo vytvoření návrhu a vyprojektování předáno architektu Gottfriedu Semperovi. Monumentální stavba byla plánována na březích Isaru, ale pro nedostatek finančních prostředků se nikdy neuskutečnila.
V roce 1892 tuto myšlenku opět oživil Karl von Perfall, nejvýznamnější umělecký ředitel opery 19. století v Mnichově. Navrhoval divadlo nezávislé na panovnickém dvoru, které mělo být při nízkých cenách a na vysoké úrovni zpřístupněno široké veřejnosti. Pro nedostatek místa a také z finančních důvodů však projekt nebyl zástupci mnichovského magistrátu podporován.
Jeho nástupce Ernst von Possart uspořádal již v roce svého jmenování intendantem (1893) cyklus oper Richarda Wagnera, který měl dobrou odezvu od návštěvníků i v tisku. V době těchto představení se v novinách Münchner Neueste Nachrichten objevila bezejmenná, stručná zpráva o zapomenutém projektu Richarda Wagnera a Ludvíka II. Bavorského o vlastním mnichovském festivalovém divadle. Také zde byl publikován další, mnohem podrobnější článek, ve kterém se psalo o novém divadle s nejmodernějším scénickým vybavením, hledištěm a skrytým orchestrem. Obojí bylo potřebné pro uvádění wagnerovských děl a letní cyklus by se mohl každým rokem opakovat. Myšlenka mít v Mnichově vlastní festivalové divadlo Richarda Wagnera měla u mnichovské veřejnosti velmi příznivý ohlas. Dále se připomínalo, že původní Semperův model z roku 1863 je stále k dispozici. Realizace festivalového divadla však kvůli finančním prostředkům opět selhala.
V roce 1895 proběhlo setkání Ernsta von Possarta se „zástupci dvorní správy a magistrátu“, ve kterém ředitel opět osvětlil pozitivní aspekty festivalového divadla. Kromě finančních výhod bylo pro Mnichov rozhodující postavit vlastní festivalové divadlo Richarda Wagnera dříve než Berlín.
V létě 1899 se Ernstu von Possartovi nabídla možnost realizovat svůj záměr prostřednictvím soukromých fondů. Dne 16. prosince 1899 byla založena společnost Prinzregenten-Theater GmbH (sro.), s počátečním kapitálem 800 000 marek, na vybudování operního domu v dosud málo rozvinutém východním Mnichově.

### Stavba
Po konečném rozhodnutí byl navržením festivalového divadla v Mnichově pověřen v srpnu 1899 architekt Max Littmann. V krátkém době pouhých tří měsíců předložil pět návrhů. Na přání objednatele se inspiroval podle festivalového divadla v Bayreuthu, odmítl ale vytvořit jeho kopii. Projekt byl povolen na jaře 1900 a stavební smlouva byla ihned uzavřena s firmou Heilmann & Littmann. Dne 27. dubna 1900 začaly stavební práce. V zimě téhož roku už bylo jeviště i hlediště pod střechou. Od jara 1901 se prováděly práce na dekoraci interiéru a na jevištní technice, vyvinuté Carlem Lautenschlägerem. V létě bylo divadlo podle plánu dokončeno a 20. srpna 1901 bylo slavnostně otevřeno. Následující den se konalo první představení, Mistři pěvci norimberští („Meistersinger von Nürnberg").

### Další vývoj
Ještě v roce 1919 fungoval mnichovský Festspielhaus jako lidové divadlo, o rok později budova přešla do vlastnictví státu. Od léta 1932 bylo divadlo uzavřeno, avšak o rok později opět otevřeno jako lidové divadlo („Theater des Volkes").V době nacionálního socialismu se hrála době odpovídající ideologizovaná díla. Od 11. listopadu do 3. prosince 1937 se v prostorách divadla konaly doprovodné akce k propagandistické výstavě Věčný Žid („Der ewige Jude"). Posledním představením před koncem války byla opera Tiefland..
Během druhé světové války byla při náletech na Mnichov zničena divadelní restaurace a vlastní divadlo utrpělo jen malé škody, takže v něm mohla v letech 1944–1963 hrát Bavorská státní opera, která byla válkou zcela zničena. Aby bylo možné hrát, bylo zvýšeno orchestřiště a jeho zvukový kryt byl odstraněn. První koncert po válce hrála Mnichovská filharmonie 8. července 1945, oficiální sezóna byla zahájena operou Fidelio 15. listopadu 1945 a roku 1950 byl obnoven Mnichovský operní festival. V letech 1957–1958 bylo divadlo obnoveno.
.V březnu 1964, po otevření Národního divadla, bylo divadlo Prinzregententheater prohlášeno za zchátralé a uzavřeno. Přestože veřejnost do budovy neměla přístup, jeho prostory využívaly Bavorská státní opera, Filmová a televizní akademie, Landesbildstelle (zemská sbírka fotografií pro pedagogické účely) a Baletní akademie. Ani dílny neutichly, zůstaly stále aktivní.
Již v následujícím roce vzniklo občanské sdružení Mnichované pomozte Prinzregenttheateru („Bürgerschaftliche Vereinigung Münchner helft dem Prinzregententheater"), které se intenzivně snažilo obnovit a znovu zprovoznit původní divadelní budovu z roku 1901. Dcera architekta Maxe Littmanna, Gertrud Proebst, věnovala tomuto sdružení částku ve výši 2,6 milionu marek se dvěma podmínkami: peníze musely být použity k restaurování Prinzregententheater a práce musela být zahájena do 24. června 1983. Od 1. září 1982 byl na místo generálního intendanta povolán August Everding, který se o nové zprovoznění divadla velice zajímal. Namísto renovace celé budovy, která by činila 82 milionů marek, předložil v prosinci 1982 bavorskému parlamentu levnější variantu „malého řešení“ za 35 milionů marek. Jednalo se o renovaci přilehlých prostor, foyeru a hlediště, dále o pořízení jeviště o rozměrech 16 × 10,5 m, které by zakrývalo orchestřiště a vyčnívalo do hlediště. Hlavním cílem bylo vrátit Prinzregententheater do původní podoby z doby jeho výstavby podle původních plánů a dobových fotografií. Vzhledem k tomu, že bavorský parlament v roce 1983 souhlasil s touto změnou, začaly v květnu 1985 stavební práce. Současně bylo vynaloženo velké úsilí získat další dary od obyvatelstva. Také rekonstrukce původního zahradního sálu („Gartensaal"), která původně nebyla součástí plánů společnosti Everding, a která si vyžádala částku 4,4 milionu marek, byla financována z darů. Divadlo Prinzregententheater bylo slavnostně otevřeno v tomto „malém řešení" 9. ledna 1988. a stalo se náhradní scénou pro Bavorskou státní činohru po dobu rekonstrukce nového divadla Residenztheater, která trvala až do roku 1992. V roce 1993 pak následovalo založení Bavorské státní akademie, a také vznikl vzdělávací projekt "Divadlo + škola."
V roce 1995 pak byly zahájeny stavební práce na kompletní rekonstrukci divadla, které se zaměřily na odstranění provizorního a rekonstrukci původního velkého jeviště. O rok později, při slavnostním otevření 8. listopadu 1996, mělo divadlo již svou původní podobu a funkci jako v roce 1901. Navíc v něm byla nová studiová scéna, divadelní akademie pro mladé umělce a v nové kavárně Prinzipal i kulturní centrum východního Mnichova.
V době rekonstrukce divadla Theater am Gärtnerplatz (1999) byl jeho provoz dočasně přemístěn do areálu divadla Prinzregententheater.
Prinzregententheater je jedním z velkých mnichovských divadel a slouží jako místo pro Divadelní akademii Augusta Everdinga, stejně jako pro Bavorskou Státní operu a Staatstheater am Gärtnerplatz. Kromě toho je pronajímáno koncertním agenturám a dalším organizátorům různých akcí. Návštěvníkům nabízí pestrý, multidisciplinární program. Od čtení přes koncerty až po velké opery.

## Architektura
Monumentální stavba divadla je rozdělena do tří zřetelně oddělených funkčních částí. Hlavní masa divadelní budovy se tyčí nad příčným křídlem restaurace a je dále členěna na nižší hlediště a vyšší věž jeviště.
Budovu divadla lze jen stěží přiřadit k nějakému uměleckohistorickému stylu. I jeho architekt Max Littmann se k tomuto tématu vyjadřoval velmi nepřesně. Zatímco Bernd-Peter Schaul zde hovoří o neoklasicismu, H. Habel popisuje budovu jako syntézu novorenesance a antiky se znaky secese.

### Hlediště
Má sektorové uspořádání půdorysu a působí jako kombinace architektonických prvků secese a klasicismu. Celkově pojme 1083 sedících diváků, z toho 4 na invalidním vozíku a 54 v lóžích. Jedná se o tzv. amfiteátrový prostor, neboť parter se směrem dozadu co do počtu sedadel rovnoměrně rozšiřuje. Max Littmann zvolil pro interiér mahagonová sedadla v secesním stylu, pokrytá velurovou tkaninou se zlatým tónem. Řady sedadel jsou přizpůsobeny zakřivenému přístupu a rozdělují se do šesti kruhů, z nichž každý se skládá ze čtyř až pěti řad sedadel. Každá z těchto sekcí má samostatný vchod z bočních stěn. Rozmístění sloupů po stranách navazuje na jejich uspořádání v zadní stěně, která obsahuje devět lóží. Pomocí sloupů jsou tři dvorní lóže uprostřed odděleny od po stranách ležících cizích lóží. V centru je umístěná královská lóže, zvýrazněná přilehlými oboustrannými sloupy. Nad těmito sloupy jsou dva andělíčkové, každý nese malý erb. Uprostřed nad královskou lóží je umístěn velký erb, který nesou dva lvi. Strop od malíře Julia Mössela je téměř v původním stavu. Představuje barevné velum jako lehkou, kobercovou groteskní malbu. Ta je segmentově pomocí úzkých pruhů přizpůsobena zakřivenému parteru a vertikálnímu dělení bočních stěn.

### Jeviště
Plocha jeviště dohromady s jeho odnímatelnou zadní částí má rozměry 29 × 23 m, tedy celkem 667 m². Šířka portálu se pohybuje mezi 11 a 13 m, maximální výška portálu činí 10 m. Orchestřiště je vytvořeno podle festivalového divadla Richarda Wagnera v Bayreuthu. Je sníženo a z poloviny zasunuto pod jevištěm. Má plochu 165 m² se dvěma pohyblivými pódii a pojme až 95 hudebníků. Z původní jevištní konstrukce a strojního zařízení z roku 1900 od Carl Lautenschlägera zůstaly po rekonstrukci z roku 1995 pouze zlomky.

### Gartensaal
Zahradní sál s architekturou kolonády je stylově secesní a tvoří předsálí divadla. Pro tiskové konference a malá divadelní představení pojme až 250 sedících návštěvníků. Neckovitá klenba tohoto prostoru má květinový motiv, který koresponduje se sousedící zahradou, od malíře Elmara Albrechta. Ten se inspiroval původním dílem malíře Julia Mössela (strop hlediště).

### Další prostory
Východní a západní foyer, stejně jako všechny chodby divadla, mají původní šedavě žlutou teracovou podlahu, přerušovanou pravidelnými liniemi červené a šedé mozaikv. Povrchová úprava těchto prostor, stejně jako schodišť, je provedena z umělého mramoru. Rovnoměrně použitá žlutozlatá barva vede až ke stropům nebo klenbám a vytváří tak kontrast k nástropním malbám, které jsou barevně velmi pestré. Zatímco v západním foyeru jsou nad imitací mramoru na stěnách a také na stropech veselé ornamenty, je kazetová plocha ve východním foyeru malířsky vyzdobena žlutými zvířaty a mytickými tvory antického světa, které vytvořil Elmar Albrecht. Další zajímavostí je busta princeregenta Luitpolda Bavorského od sochaře Heinricha Waderého, vytvořená z bílého kararského mramoru. Je uložena v nice ochozu v přízemí, která je pokryta zlatou mozaikou.

## Galerie

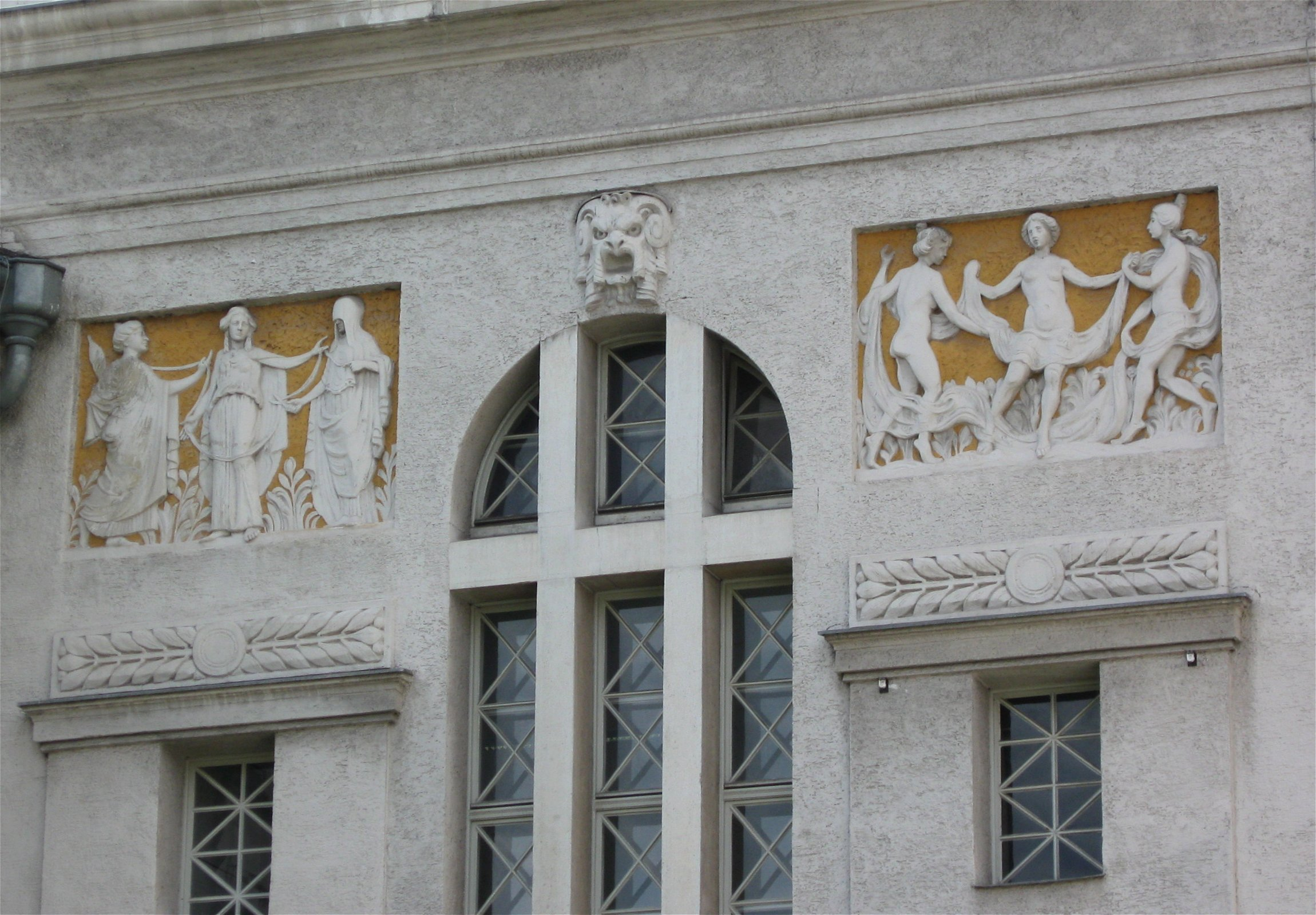
Detail fasády
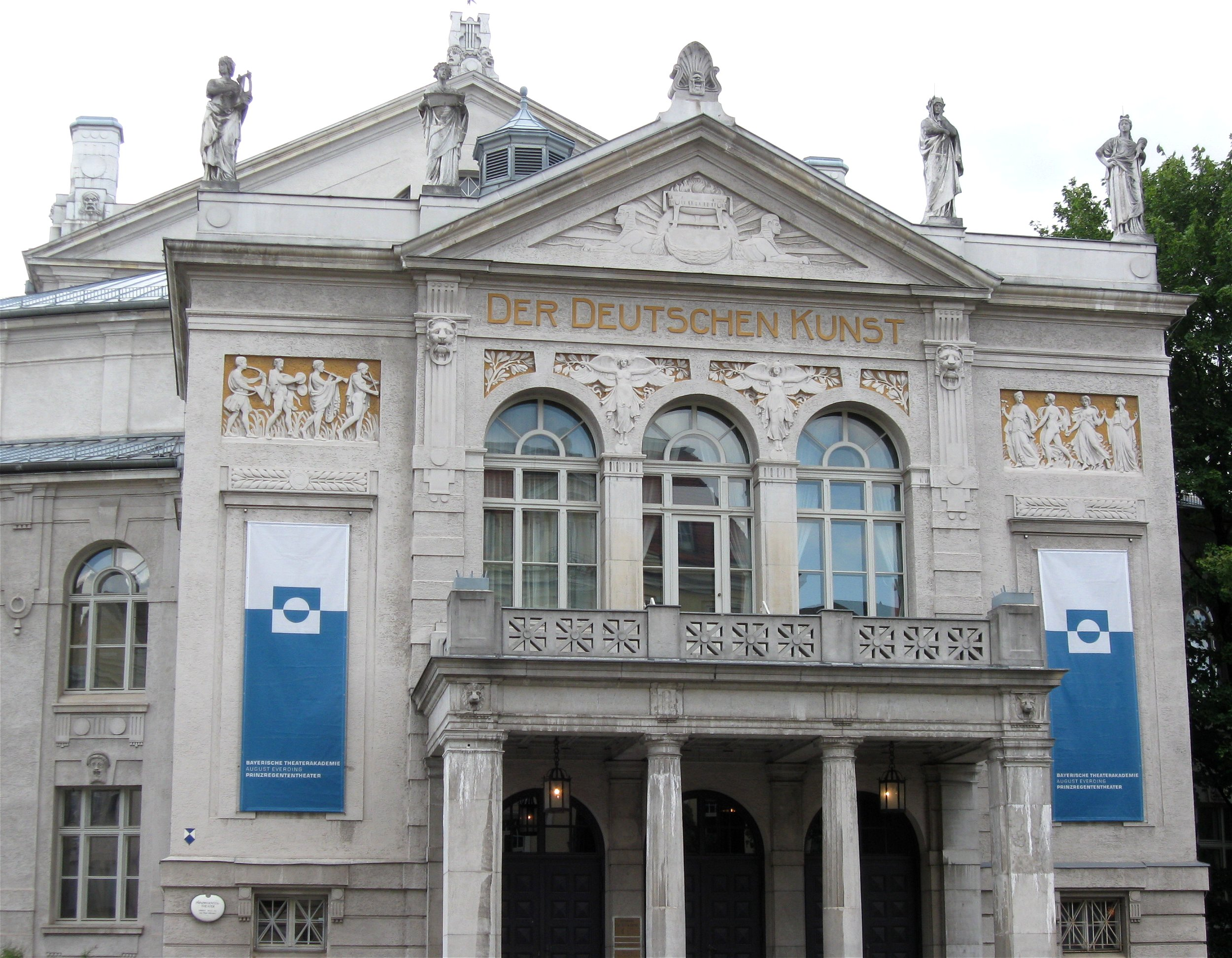
Vstup do divadla
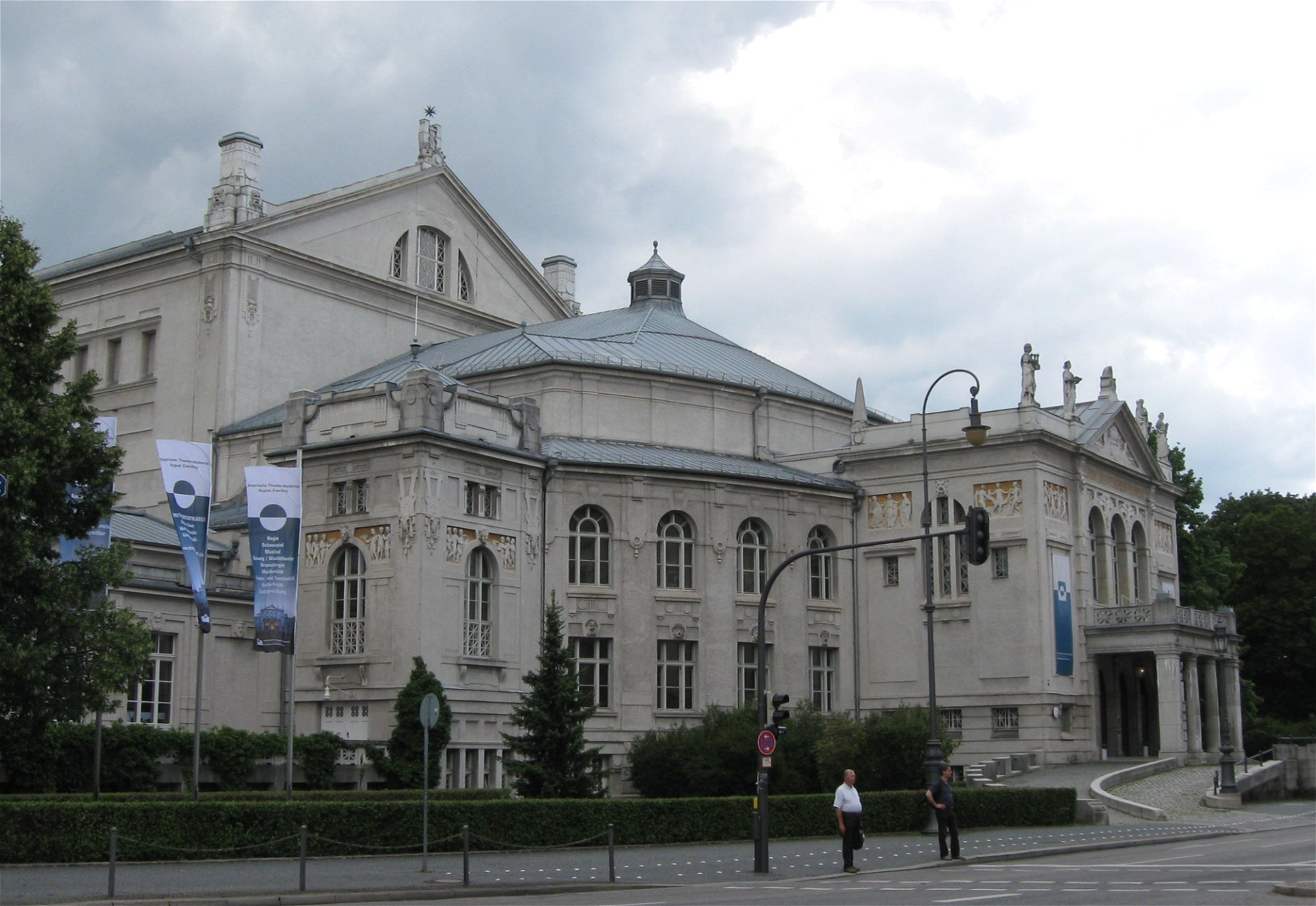
Boční pohled

## Světové premiéry
- 12. června 1917, Palestrina, opera od Hanse Pfitznera
- 27. března 1952, Weg zum Licht, balet od Victora Gsovsky a Gottfrieda von Einem
- 22. července 1952, balet Pas de cœur od Victora Gsovsky a Gottfrieda von Einem
- 25. února 1954, Die Bernauerin, nové vydání Baierisches Welttheater od Carl Orffa
- 29. března 1956, Don Juan de Manara, opera od Henriho Tomasi
- 11. srpna 1957, Die Harmonie der Welt, opera od Paula Hindemith
- 16. února 1960, Danza, balet od Heinze Rosen a Werner Egk
- 9. června 1961, La Buffonata, balet od Heinze Rosen a Wilhelm Killmayer